# Allotinus georgius
Allotinus georgius är en fjärilsart som beskrevs av Hans Fruhstorfer 1913. Allotinus georgius ingår i släktet Allotinus och familjen juvelvingar. Inga underarter finns listade i Catalogue of Life.